# 유완
유완(Yu, Wann, 1941년)은 연세대 도시공학과 명예교수이다. 대한민국의 도시계획분야의 선구자이다. 국토도시계획학회장을 역임했다.